# Бунт на ямаците
Бунтът на ямаците (помагачите) води до детронирането на султан Селим III и ликвидирането на проведените реформи низам-и Джедид по време на управлението му, целящи според вдъхновителите им да модернизират по западен образец Османската империя, а според бунтарите да ликвидират традиционните османски институции, оцелели във времето и доказали своята ефективност – включително и най-вече старата османска армия.

## Водещи реакционери
Основен идеен вдъхновител и ръководител на заговорниците е каймакаминът Муса паша, който остава в османската столица, след като великия везир Ибрахим Хилми паша заминава за дунавския фронт, за да командва еничарската армия по време на Руско-турската война по това време. Другите съзаклятници са шейх юл-ислямът Атаулах Ефенди и принц Мустафа IV, чиято майка е българка на име Соня.

## Изпълнители
Броят на ямаците, които са помощна османска войска за охрана на фортовете от двете страни на Босфора, брои около 1000 по това време. Ямаците са сред най-яростните еничари, противящи се на провежданите и готвени реформи по това време. Поводът за избухването на бунта е новата униформа за ямаците, която ги причислявала към т.нар. Низам-и Джедид, т.е. нова войска на султана (фесовете).
На 25 май 1807 г. бунтът избухва. В жертва падат Раиф Махмуд Ефенди и други командири на ямаците. Когато първите сведения за бунта достигат до Топкапъ сарай, Муса паша убеждава Селим III, че нищо особено не се случва и да не се дава ухо на слуховете.
Ямаците избират за свои предводители шестима чауши начело с Мустафа Кабакчъоглу. На 27 май ямаците се отправят към Топкапъ, а новата войска остава в казармите си, понеже Муса паша е подсигурил пред султана бездействието им. Ходжите излизат с призив към народа да подкрепи бунта насочен към създаващата се нова войска (низам). На 28 май, 20 хиляди столичани се събират в подкрепа на исканията на бунтовниците и при това положение Селим III се вижда принуден да изпълни искането на тълпата за разпускането на формиращата се нова войска. Муса паша обаче изготвя и списък от 11 видни османски реформатори, които трябва да бъдат екзекутирани, предавайки го посредством Мустафа Кабакчъоглу на Селим III, като последния обяснява на падишаха, че това са исканията на бунтовниците (иначе метежа не може да бъде овладян). Последва публична екзекуция, обаче шейх-юл ислямът Атаулах Ефенди вдъхновява ново искане от страна на ямаците – оттегляне на Селим III, поради загуба на доверие. На 29 май 1807 г. Селим III абдикира в полза на братовчед си Мустафа IV. Мустафа веднага амнистира бунтовниците, назначавайки за велик везир произхождащия от стар и доверен му еничарски род – Мустафа паша Челеби. Челеби заточва стария велик везир Ибрахим Хилми паша в едно русенско село. 

## Контраметеж
Русенският аянин Мустафа паша Байрактар обаче с част от ефективите от османска армия (състояща се по това време от 20 – 30 хиляди) се отправя по-късно към столицата, за да възстанови на трона абдикиралия Селим III.
На първо време Байрактар пристига с 5 хиляди еничари в Силистра, за да спре местните с агата (които не подкрепят реформите) да търсят мъст от османското висше военно командване, намиращо се по това време в Силистра. За целта Байрактар първо сключва временно примирие с руснаците в ущърб на османските интереси, след което със своите т.нар. русенски приятели се отправя през Одрин за Константинопол на 14 юли 1808 г. Тайните амбиции на Байрактар са да оглави дивана като велик везир. В Одрин Байрактар е посрещнат от великия везир Мустафа паша Челеби. Двамата се надлъгват и се отправят съвместно с военни сили към Константинопол, ужким да отстранят заместника на Челеби. Междувременно агенти на Байрактар убиват Мустафа Кабакчъоглу. Това всява паника в редиците на ямаците и новата имперска власт на османците. Въпреки това развитие на събитията, нещата поне в началото изглеждат обичайни и мирни, като новият велик везир предава на султана знамето на Пророка пред еничарския строй на завърналите се от бойните действия на Дунава. На 21 юли заговорниците изискват от Мустафа IV свалянето на шейх-юл исляма Атаулах Ефенди. Уволнени и заточени са и няколко видни османски сановници от новата власт. Амбициите на Байрактар за поста велик везир се сблъскват със заемащия го Муса паша. Под предлог отстраняване на Муса паша, 15 хиляди еничари обкръжават Топкапъ, обаче срещат съпротивата на барикадиралите се вътре. Междувременно Селим III е удушен, обаче братовчед му Махмуд II по една случайност се изплъзва от екзекуторите си, изкачвайки се по комина на покрива на султанския дворец. В последвалата сеч падат много жертви и от двете страни, като над тялото на Селим III Байрактар се заклева да отмъсти на убийците му и на реакцията срещу османските реформи и реформатори. Последва масова незабавна екзекуция на 300 реакционери в двора на султанския дворец, с изключение на ислямските духовници в т.ч. и Атаулах Ефенди. Корпусът на ямаците обаче е ликвидиран.

## Следствие
В последвалите събития, Мустафа паша Байрактар не успява да прокара бързите си реформаторски мерки, въпреки опита да впрегне под благовиден предлог за целта всички отговорни и управленски османски фактори от Румели и Анатоли. В нощта на 14 срещу 15 ноември 1808 г. по заповед на новия султан Махмуд II е убит Мустафа IV – под страх разбеснелите се еничари срещу Байрактар да не го възстановят на трона. Въпреки смъртта на Байрактар, това става невъзможно и Махмуд II остава на трона поради липса на османска династична алтернатива след убийството на Мустафа. Махмуд II поне на първо време е принуден да отмени по-голяма част от нововъведенията на Байрактар, за да укрепи властта си. Привържениците на Байрактар са спасени от линч само благодарение на войската кримски татари стануваща в Чаталджа. Повечето видни заговорници около Байрактар успяват да напуснат османската столица и да се доберат до Чаталджа до края на 1808 г.